# Alessandra Dri
Alessandra Dri (Udine, 12 febbraio 1998) è una calciatrice italiana, di ruolo difensore.

## Carriera

### Club
Alessandra Dri cresce calcisticamente nelle formazioni giovanili del Graphistudio Pordenone, società dell'omonimo centro friulano, passando dalle Esordienti alla squadra che gioca il Campionato Primavera di categoria. In questo periodo si mette in luce per le qualità del gioco e viene anche scelta dal Comitato Regionale per rappresentare il Friuli-Venezia Giulia nei tornei riservati alle giovanili regionali.
Le prestazioni offerte nei tornei giovanili convincono la società ad inserirla nella rosa della formazione titolare, facendo il suo esordio in Serie A dalla stagione 2014-2015, alla 16ª giornata di campionato, nella difficile partita giocata fuori casa il 14 febbraio 2015 contro l'AGSM Verona, incontro dove le gialloblu imperversano per 7-0.
Durante il calciomercato estivo 2015 si trasferisce al Graphistudio Tavagnacco dove alterna la sua attività nella formazione primavera affiancandola a quella della squadra titolare impegnata nella stagione di Serie A 2015-2016. Il suo esordio in Serie A con la nuova maglia avviene il 19 dicembre 2015, alla 7ª di campionato, incontro terminato 7-2 sulle baresi del Pink Sport Time. Sigla la sua prima rete in Serie A alla 14ª giornata, nell'incontro vinto fuori casa sulle avversarie dell'AGSM Verona, con la rete siglata al 58' per il parziale 3-1, partita terminata sul punteggio di 5-1. La stagione termina con 10 presenze su 26 incontri e una rete realizzata.
Dopo due stagioni tra le file del Tavagnacco è tornata al Pordenone, neopromosso in Serie B per la stagione 2017-2018.
Nell'estate 2018, tornata al Tavagnacco, passa in prestito alla Roma CF, rimanendo quindi a giocare in Serie B, nel frattempo passata a girone unico.

### Nazionale
Entrata nel giro delle nazionali giovanili, nel 2016 il ct Enrico Sbardella la convoca per inserirla in rosa nella formazione Under-19 che partecipa al Torneo di La Manga.